# Bromokryptyna
Bromokryptyna (łac. Bromocriptinum) – półsyntetyczna pochodna alkaloidu sporyszu: ergokryptyny. 
Lek ten stosowany jest w leczeniu mlekotoku, ponieważ hamuje wydzielanie prolaktyny, jak również w hipogonadyzmie wtórnym na tle podwyższonego poziomu prolaktyny. Jest agonistą receptorów dopaminergicznych D2 i w związku z tym stosowany jest w leczeniu choroby Parkinsona. Hamuje także wydzielanie hormonu wzrostu, stąd zastosowanie w akromegalii.

## Preparaty
- Bromocorn
- Bromergon
- Parlodel
- Pseudogravin

## Działania niepożądane
Bromokryptyna może wywoływać splątanie, omamy, urojenia, hipotensję ortostatyczną, przekrwienie błony śluzowej nosa, nudności, wymioty, napady senności lub  snu i pogarszać objawy psychotyczne.